# Francesco Tornabene
Francesco Tornabene (Catania, 18 de mayo de 1813 - 16 de septiembre de 1897) fue un monje benedictino, botánico, liquenólogo, y micólogo italiano. En 1858, crea el Jardín botánico de la Universidad de Catania, y fue su primer prefecto y hasta 1892.

## Algunas publicaciones
- 1847. Notizia d'un carta topografico-botanica per la Sicilia. Ed. Tipi dell' Accademia Gioenia. 8 pp. En línea

### Libros
- 1889. Flora Aetnea seu descriptio plantarum in monte Aetna sponte nascentium. Ed. F. Galati. Reimpreso BiblioBazaar, 2010. 444 pp. ISBN 1-140-56371-8
- 1887. Flora sicula viva et exsiccata: seu, Collectio plantarum in Sicilia sponte nascentium hucusque cognitarum juxta methodum naturalem vegetabilium exposita in Horto Botanico Regiae universitatis studiorum Catinae. Ed. ex typis F. Galati. 687 pp. Reimpreso por Otto Koeltz Antiquariat. 1973. ISBN 3-87429-054-9
- 1857. Flora fossile dell'Etna. Ed. Tip. dell'Accademia gioenia. 147 pp. En línea
- 1849. Lichenographia Sicula. Ed. Typis Academiæ Joeniæ. 152 pp. En línea
- 1847. Quadro storico della botanica in Sicilia, che serve di prolusione all'anno scolastico 1846 e 1847 nella Regia università degli studi in Catania. Catania : Tipografia del Reale Ospizio di beneficenza, 70 pp. en línea
- 1846. Saggio di geografia botanica per la Sicilia. 48 pp. En línea

## Eponimia
Género
- (Apiaceae) Tornabenea Parl. ex Webb[1]

Especies
- (Chenopodiaceae) Atriplex tornabenei var. pedunculata Castrov.[2]